# Rockville (Maryland)
Pour les articles homonymes, voir Rockville.
La ville de Rockville est le siège du comté de Montgomery, situé dans le Maryland, aux États-Unis.

## Jumelages
- Pinneberg (Allemagne) depuis 1957[1]

## Personnalités liées à la ville
- Eleanor C. Pressly